# كاي ديزلز
كاي ديزلز (بالإنجليزية: Kay Deslys)‏ هي ممثلة بريطانية (وحملت سابقاً جنسية المملكة المتحدة لبريطانيا العظمى وأيرلندا)، ولدت في 28 سبتمبر 1899 بلندن في المملكة المتحدة، وتوفيت في 15 أغسطس 1974 بويست كوفينا في الولايات المتحدة بسبب قصور القلب.

## أعمال

### أفلام
- (1929) يوم مثالي

## وصلات خارجية
- كاي ديزلز على موقع IMDb (الإنجليزية)
- كاي ديزلز على موقع أول موفي (الإنجليزية)
- كاي ديزلز على موقع قاعدة بيانات الفيلم (الإنجليزية)